# Baní
Baní är en kommun och ort i södra Dominikanska republiken, nära kusten mot Karibiska havet, och är den administrativa huvudorten för provinsen Peravia. Antalet invånare i kommunen är cirka 146 000. Vid folkräkningen 2010 bodde 72 466 invånare i orten.
En större ort i kommunen är Paya.
Orten Matanzas låg i kommunen fram till 2013 när kommundistriktet blev kommunen Matanzas.

## Personer från Baní
- José Ramírez - basebollspelare
- Aventura – musikgrupp